# Loitz (Burg Stargard)
Loitz (gesprochen /lɔɪ̯t͡s/) ist ein Ortsteil der Stadt Burg Stargard des Amtes Stargarder Land im Landkreis Mecklenburgische Seenplatte in Mecklenburg-Vorpommern.

## Geographie
Der Ort liegt 8 Kilometer südöstlich der Stadt Burg Stargard und 15 Kilometer südsüdöstlich von Neubrandenburg in einem Endmoränengebiet östlich des Tollensesees. Die Nachbarorte sind Rosenhagen und Ballin im Nordosten, Rehberg im Osten, Bredenfelde im Südosten, Stolpe und Quadenschönfeld im Südwesten, Gramelow im Westen sowie Teschendorf im Nordwesten.

## Name und Geschichte
Nach Georg Krüger findet sich der Name 1496 als Lonsewitze erstmals schriftlich erwähnt. Cornelia Willich nennt als Erstbeleg „vor 1462“ Loysevitze, 1496 dann Layßevitze. 1625 wird er unter dem Namen Loitze verzeichnet. Der Ortsname ist slawischen Ursprungs (von Willich als *Lysovici rekonstruiert) und hängt mit dem Stamm lys- „kahl“ zusammen. Krüger sah darin eine Benennung als „kahle Gegend“, Willich wegen der patronymischen Endung eine Ableitung von einem Personennamen mit diesem Wortstamm.
Zum 1. Januar 1973 wurde die zuvor selbständige Gemeinde Loitz nach Teschendorf eingemeindet. Mit der Auflösung der Gemeinde Teschendorf und Eingliederung in die Stadt Burg Stargard zum 27. September 2009 wurde das Dorf dort zu einem Ortsteil.

## Bauwerke

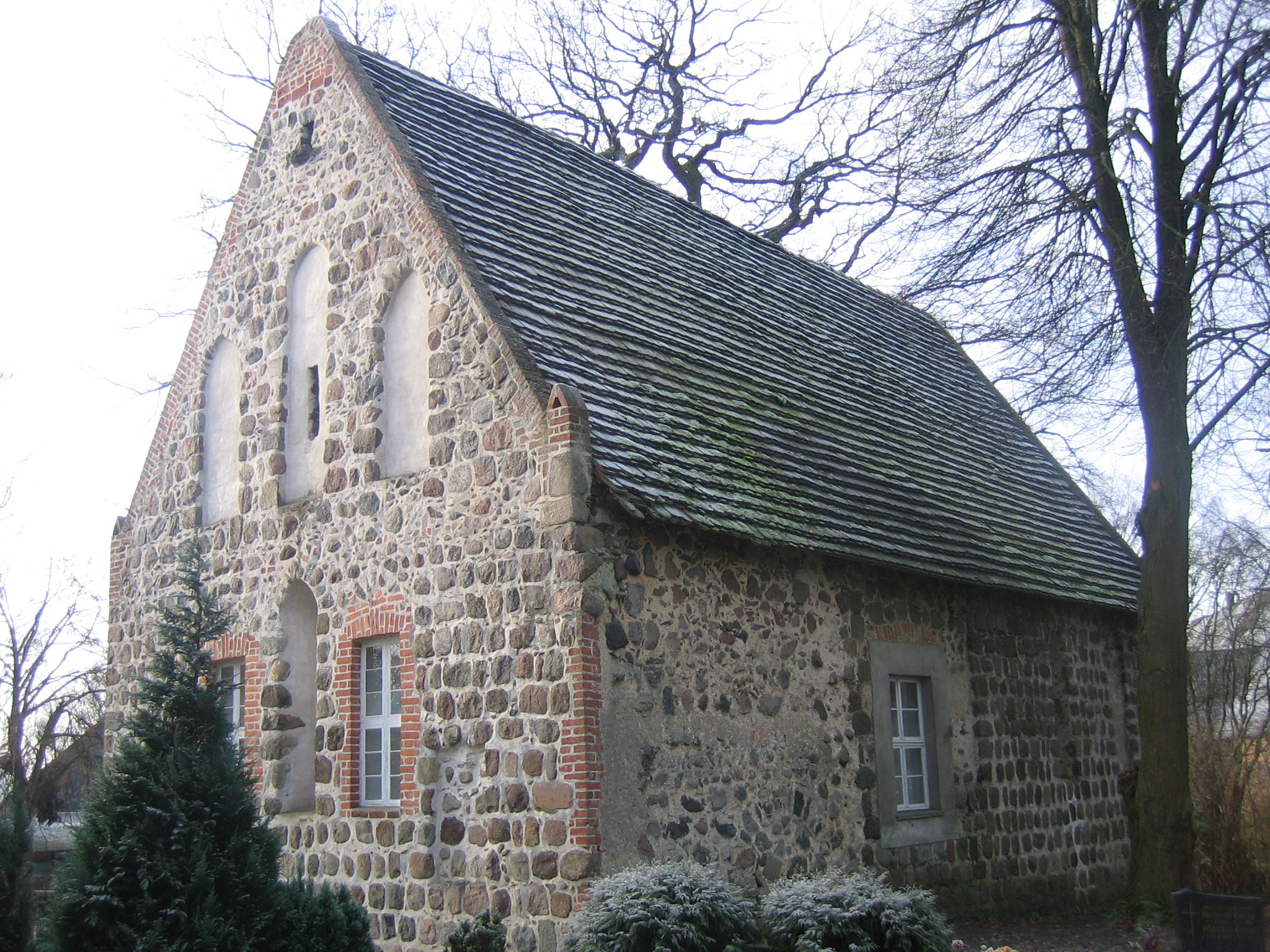
Dorfkirche Loitz

Neben einer Gutsanlage mit Gutshaus führt die Denkmalliste des Landkreises Mecklenburgische Seenplatte weitere fünf unter Schutz stehende Bauten im Dorf auf. Darunter die im zweiten Viertel des 14. Jahrhunderts vollendete evangelische Dorfkirche Loitz.

## Verkehr
Der Ort ist über die Kreisstraße MSE 106 an das weitere Straßennetz angebunden. Darüber hinaus existiert eine Verbindungsstraße ins benachbarte Ballin.